# Giuseppe Miotello
Giuseppe Miotello (Padova, 1º marzo 1930 – Venezia, 22 novembre 2002) è stato un pittore italiano.
È uno dei pittori più noti della "vecchia guardia" mestrina; per lui, che ha sempre dipinto sulla scia di Luigi Candiani e dei maestri veneziani, era amico di Vittorio Felisati e di tutti i pittori mestrini legati al proprio paesaggio, si può parlare di impressionismo veneto. 
Nonostante avesse cominciato a dipingere solo per diletto, partecipò a concorsi, mostre collettive e personali, ottenendo numerosi riconoscimenti. Molte sue opere figurano oggi in collezioni pubbliche e private, anche d'oltre oceano, e presso enti pubblici.
Nei paesaggi agresti e collinari e nelle barene di questo territorio, suoi soggetti preferiti, il gusto en plein air ed il tocco immediato sono declinati alla veneta in maniera sensibile ed emozionale. Come ha scritto Paolo Rizzi: "È una pittura di impianto crepuscolare, che rende una certa atmosfera velata, tipica della campagna veneta. Ciò che conta per lui è la resa emozionale di un dato momento, di un clima; una sensazione di simbiosi dell'uomo con la natura. L'artista quasi socchiude gli occhi e assapora il filtro delle cose amate. Noi ci rispecchiamo nei suoi paesaggi morbidi e trasognati: e ci pare di vivere in un'Arcadia di ieri e di oggi".